# Leandra riedeliana
Leandra riedeliana är en tvåhjärtbladig växtart som först beskrevs av O. Berg. och José Jéronimo Triana, och fick sitt nu gällande namn av Célestin Alfred Cogniaux. Leandra riedeliana ingår i släktet Leandra och familjen Melastomataceae. Inga underarter finns listade i Catalogue of Life.